# Ейдомене
 Тази статия е за античния град.  За селото в Егейска Македония, Гърция, което в 1926 г. е прекръстено на Идомени вижте Сехово.  
Ейдомене или Идомене (на старогръцки: Ἐιδομένη, Ἰδομένη) е античен град в Македония, споменат от няколко антични автори. Локализацията на Ейдомене е обект на научни спорове.

## У античните автори
Ейдомене се споменава за пръв път от Тукидид в „История на Пелопонеската война“, когато описва похода на Ситалк в Македония в 429 година пр. Хр. Ейдомене е първият град, завзет от тракийците при влизането им в Македония.
| „ | ὁ δὲ στρατὸς τῶν Θρᾳκῶν ἐκ τῆς Δοβήρου ἐσέβαλε πρῶτον μὲν ἐς τὴν Φιλίππου πρότερον οὖσαν ἀρχήν, καὶ εἷλεν Εἰδομενὴν μὲν κατὰ κράτος, Γορτυνίαν δὲ καὶ Ἀταλάντην καὶ ἄλλα ἄττα χωρία ὁμολογίᾳ διὰ τὴν Ἀμύντου φιλίαν προσχωροῦντα τοῦ Φιλίππου υἱέος παρόντος· Εὐρωπὸν δὲ ἐπολιόρκησαν μέν, ἑλεῖν δὲ οὐκ ἐδύναντο. Войската на траките нахлула от Добер най-напред в по-раншните владения на Филип и завладяла със сила Ейдомена, а Гортиния, Аталанта и някои други земи се предали по споразумение за приятелство към Аминта, сина на Филип, който бил с войската. Траките обсадили и Европ, но не могли да го превземат. | “ |

В списъка на делфийските теародоки от началото на II век пр. Хр., когато били канени стари градове да участват в делфийските празненства, Ейдомене е между Тесалоника и Астрайон.
Плиний Стари в „Естествена история“ споменава идоменяните преди доберите и астрайонците (Antiochienses, Idomenenses, Doberi, Aestrienses).
Страбон споменава Ейдомене като град на пътя, който от Тесалоника през Стоби и Дардания води на север. Страбон освен това пише „в котловина, която започва край Ейдомене, се намират градовете Калиполис, Ортополис, Филипополис и Гареск.“
В Пойтингеровата карта Ейдомене е отдалечен 12 мили южно от Стене и 20 мили от Тавриана.
За последен път Ейдомене се споменава от Хиерокъл.

## Идентификация
Според Иван Микулчич Ейдомене е крепостта Хисар край Валандово. Според Виктория Соколовска Ейдомене е археологическият обект Градишор в землището на Милетково.